# Жилава
Жилава (рум. Jilava) — коммуна в румынском жудеце Илфов под Бухарестом.

## Описание
Коммуна образовалась в результате слияния трёх деревень: Одыиле, Миерлари и Жилавы, которая, в свою очередь состояла из четырёх хуторов: Румыни, Унгруэни, Сырби и Цигани. Через город проходят трасса DN5 Бухарест — Джурджу и железная дорога Бухарест — Джурджу. 

## Население
По данным переписи населения 2011 года в Жилаве проживает 9639 человек, вместе с заключёнными местной тюрьмы их число составляло 12 223 человека, что больше данных, полученных при переписи 2002 года (11919 человек). По национальной принадлежности 80,74% — румыны; 12,3% — цыгане; 6,48% населения не указали национальную принадлежность. 
Велика доля румын из Трансильвании, переселившихся сюда в первой половине XIX века. В коммуне проживает незначительное число болгар, которые переселились в эти места тремя волнами: 1806—1812, 1828—1834 и 1876 годов. Цыгане в большинстве являются потомками рабов, принадлежавших местным феодалам.

## История
Поселения на территории Жилавы имеют давнюю историю. Археологические исследования, проведённые в 1929 году, показали существование поселения на этом месте за 2000 лет до н. э. (принадлежало к гумельницкой культуре). Также были найдены два захоронения, предположительно принадлежащих дакам, сарматам или печенегам.

## Тюрьма
Жилавский форт был построен румынским королём Каролем I как часть укреплений Бухарестской крепости. Позже форт был преобразован в военную каторжную тюрьму — подземные сооружения форта были приспособлены под камеры. Кроме военных сюда посылали также и политических заключенных. Условия в подземельях Жилавы были крайне тяжелы — жестокий режим и издевательства над заключёнными вызвали ряд голодовок.
В конце 1930-х гг. здесь находился в заключении болгарский государственный и политический деятель Димитр Ганев. В 1941 году здесь содержался и был казнён румынский революционер Филимон Сырбу. В 1946 году Ион Антонеску был казнён в этой тюрьме за военные преступления. Во времена социалистической Румынии в жилавской тюрьме содержались политические заключённые и совершались политические казни — например, расстрелы партизанских командиров-антикоммунистов Тома Арнэуцою, Георге Арсенеску и их соратников. Здесь же был расстрелян внутритюремный агент Секуритате Эуджен Цуркану, известный садистским обращением с политзаключёнными.
В настоящее время тюрьма функционирует под названием Бухарестская тюрьма особого режима. Само здание форта признано историческим памятником государственного значения

## Достопримечательности
В селе кроме форта-тюрьмы присутствуют два памятника истории местного значения: церковь Святых Константина и Елены постройки 1817 года и церковь Успения Марии постройки 1843 года. Некоторой популярностью также пользуется городской фонтан.